# Adenta East
Adenta East es un barrio de la municipalidad de Adenta (en inglés, Adenta Municipality), en la región Gran Acra, Ghana. Según el censo de 2010, tiene una población de 13 788 habitantes.